# Persone di nome Michele
| Questa pagina contiene informazioni ricavate automaticamente dalle voci biografiche con l'ausilio del template Bio e di un bot. L'aggiornamento è periodico e automatico e ricostruisce completamente la pagina. Se manca una persona in questa lista, sei pregato di non aggiungerla, ma accertati piuttosto che la sua voce biografica contenga il template Bio e che i dati anagrafici siano correttamente compilati. Se il template Bio manca, inseriscilo tu stesso o, in alternativa, metti l'avviso {{tmp\|Bio}} che ne segnala la mancanza. Se i dati riportati sono sbagliati, correggi direttamente la voce biografica; le modifiche saranno visibili in questa lista entro pochi giorni. Per chiarimenti vedi il progetto antroponimi. La lista contiene solo le 1.024 persone che sono citate nell'enciclopedia e per le quali è stato implementato correttamente il template Bio. Pagina aggiornata al 6 ago 2025. |

Questa è una lista di persone presenti nell'enciclopedia che hanno il nome Michele, suddivise per attività principale.

## Abati(1)
- Michele Petruzzelli, abate italiano (Bari, n. 1961)

## Allenatori di calcio(23)
- Michele Anaclerio, allenatore di calcio e ex calciatore italiano (Bari, n. 1982)
- Michele Arcari, allenatore di calcio e ex calciatore italiano (Cremona, n. 1978)
- Michele Armenise, allenatore di calcio e ex calciatore italiano (Bari, n. 1961)
- Michele Bacis, allenatore di calcio e ex calciatore italiano (Bergamo, n. 1979)
- Michele Baldi, allenatore di calcio e ex calciatore italiano (Bentivoglio, n. 1972)
- Michele Borelli, allenatore di calcio e calciatore italiano (Alessandria, n. 1909 - Alessandria, † 1976)
- Michele De Nadai, allenatore di calcio e ex calciatore italiano (Milano, n. 1954)
- Michele Di Piedi, allenatore di calcio e ex calciatore italiano (Palermo, n. 1980)
- Michele Ferri, allenatore di calcio e ex calciatore italiano (Busto Arsizio, n. 1981)
- Michele Fini, allenatore di calcio e ex calciatore italiano (Sorso, n. 1974)
- Michele Gelsi, allenatore di calcio e ex calciatore italiano (Capoliveri, n. 1968)
- Michele Giraud, allenatore di calcio e calciatore italiano (Procida, n. 1910 - † 1997)
- Michele Ischia, allenatore di calcio e ex calciatore italiano (Rovereto, n. 1978)
- Michele Marcolini, allenatore di calcio e ex calciatore italiano (Savona, n. 1975)
- Michele Mignani, allenatore di calcio e ex calciatore italiano (Genova, n. 1972)
- Michele Pazienza, allenatore di calcio e ex calciatore italiano (San Severo, n. 1982)
- Michele Pietranera, allenatore di calcio e ex calciatore italiano (Parma, n. 1974)
- Michele Pintauro, allenatore di calcio e ex calciatore italiano (Foggia, n. 1959)
- Michele Polverino, allenatore di calcio e ex calciatore liechtensteinese (Grabs, n. 1984)
- Michele Serena, allenatore di calcio e ex calciatore italiano (Venezia, n. 1970)
- Michele Tardioli, allenatore di calcio e ex calciatore italiano (Foligno, n. 1970)
- Michele Troiano, allenatore di calcio e ex calciatore italiano (Desio, n. 1985)
- Michele Zeoli, allenatore di calcio e ex calciatore italiano (Civitavecchia, n. 1973)

## Allenatori di pallacanestro(1)
- Michele Carrea, allenatore di pallacanestro italiano (Milano, n. 1982)

## Allenatori di pallanuoto(1)
- Michele Lapenna, allenatore di pallanuoto e ex pallanuotista italiano (Roma, n. 1983)

## Allenatori di pallavolo(1)
- Michele Totire, allenatore di pallavolo italiano (Bari, n. 1976)

## Allenatori di sci alpino(1)
- Michele Stefani, allenatore di sci alpino, sciatore alpino e dirigente sportivo italiano (Vigo Rendena, n. 1948 - Madonna di Campiglio, † 2024)

## Alpinisti(1)
- Michele Bettega, alpinista austriaca (Transacqua, n. 1853 - Transacqua, † 1937)

## Altiste(1)
- Michele Mason-Brown, ex altista australiana (n. 1939)

## Ammiragli(2)
- Giuseppe Albini, ammiraglio e politico italiano (Villafranca, n. 1780 - Spotorno, † 1859)
- Michele Carnino, ammiraglio italiano (Cuneo, n. 1900 - Livorno, † 1978)

## Anarchici(2)
- Michele Angiolillo, anarchico italiano (Foggia, n. 1871 - Vergara, † 1897)
- Michele Schirru, anarchico italiano (Padria, n. 1899 - Roma, † 1931)

## Anatomisti(2)
- Vincenzo Malacarne, anatomista e chirurgo italiano (Saluzzo, n. 1744 - Padova, † 1816)
- Michele Medici, anatomista e fisiologo italiano (Bologna, n. 1782 - Bologna, † 1859)

## Antifascisti(2)
- Michele Della Maggiora, antifascista italiano (Lucca, n. 1898 - Ponte Buggianese, † 1928)
- Michele Testa, antifascista italiano (Cercemaggiore, n. 1875 - Roma, † 1944)

## Antiquari(1)
- Michele Arditi, antiquario, avvocato e archeologo italiano (Presicce, n. 1746 - Napoli, † 1838)

## Apneisti(2)
- Michele Giurgola, apneista italiano (Tricase, n. 1979)
- Michele Tomasi, apneista italiano (Trento, n. 1965)

## Arbitri di calcio(3)
- Michele Cavarretta, arbitro di calcio italiano (Erice, n. 1973)
- Michele Cruciani, ex arbitro di calcio italiano (Cesena, n. 1970)
- Michele Scarpino, arbitro di calcio italiano (Crotone, n. 1987)

## Archeologi(1)
- Michele Gervasio, archeologo italiano (Monteverde, n. 1877 - Torre a Mare, † 1961)

## Architetti(11)
- Michele Arnaboldi, architetto e urbanista svizzero (Ascona, n. 1953 - Minusio, † 2024)
- Michele Busiri Vici, architetto e urbanista italiano (Roma, n. 1894 - Roma, † 1981)
- Michele Canzio, architetto, scenografo e pittore italiano (Genova, n. 1787 - Castelletto Scazzoso, † 1868)
- Michele Capobianco, architetto italiano (Vitulano, n. 1921 - Napoli, † 2005)
- Michele Cennamo, architetto e urbanista italiano (Mariglianella, n. 1935 - Napoli, † 2016)
- Michele Cervelli, architetto e ingegnere italiano (Montemagno di Camaiore, n. 1791 - Lucca, † 1870)
- Michele Marelli, architetto e designer italiano (Monza, n. 1897 - Lecco, † 1977)
- Michele da Ferla, architetto e urbanista italiano (Ferla)
- Michele Sanmicheli, architetto e urbanista italiano (Verona, n. 1484 - Verona, † 1559)
- Michele Trefogli, architetto svizzero (Torricella-Taverne, n. 1838 - Lima, † 1928)
- Michele di Giovanni da Fiesole, architetto e scultore italiano (Fiesole)

## Arcieri(1)
- Michele Frangilli, arciere italiano (Gallarate, n. 1976)

## Arcivescovi cattolici(15)
- Michele Beggiamo, arcivescovo cattolico italiano (Savigliano, n. 1611 - Torino, † 1689)
- Michele Bologna, arcivescovo cattolico italiano (Somma Vesuviana, n. 1647 - Amalfi, † 1731)
- Michele Castoro, arcivescovo cattolico italiano (Altamura, n. 1952 - San Giovanni Rotondo, † 2018)
- Michele Cecchini, arcivescovo cattolico e diplomatico italiano (Capannori, n. 1920 - † 1989)
- Michele Basilio Clary, arcivescovo cattolico e teologo italiano (Roma, n. 1778 - Bari, † 1858)
- Michele Di Ruberto, arcivescovo cattolico italiano (Pietramontecorvino, n. 1934 - Roma, † 2025)
- Michele Federici, arcivescovo cattolico italiano (Castelgrande, n. 1911 - Castelgrande, † 1980)
- Michele Arcangelo Lupoli, arcivescovo cattolico, teologo e letterato italiano (Frattamaggiore, n. 1765 - Napoli, † 1834)
- Michele Manzo, arcivescovo cattolico italiano (Napoli, n. 1785 - Chieti, † 1856)
- Michele Mincuzzi, arcivescovo cattolico italiano (Bari, n. 1913 - Bari, † 1997)
- Michele Palma, arcivescovo cattolico italiano (Napoli, n. 1689 - Chieti, † 1755)
- Michele Pennisi, arcivescovo cattolico italiano (Licodia Eubea, n. 1946)
- Michele Scandiffio, arcivescovo cattolico italiano (Pomarico, n. 1928 - Matera, † 2022)
- Michele Seccia, arcivescovo cattolico italiano (Barletta, n. 1951)
- Michele Antonio Vibò, arcivescovo cattolico italiano (Torino, n. 1630 - Torino, † 1713)

## Arcivescovi cristiani orientali(3)
- Michele IV di Alessandria, arcivescovo cristiano orientale egiziano (Egitto - Egitto, † 1102)
- Michele II di Alessandria, arcivescovo cristiano orientale egiziano (Egitto - † 851)
- Michele III di Alessandria, arcivescovo cristiano orientale egiziano (Egitto - † 907)

## Arcivescovi ortodossi(7)
- Michele IV di Costantinopoli, arcivescovo ortodosso bizantino (Nicea, † 1212)
- Michele I Cerulario, arcivescovo ortodosso bizantino (Costantinopoli, n. 1000 - Costantinopoli, † 1059)
- Michele II Curcuas, arcivescovo ortodosso bizantino
- Michele I di Alessandria, arcivescovo ortodosso egiziano (Egitto - † 767)
- Michele III di Costantinopoli, arcivescovo ortodosso bizantino († 1178)
- Michele II di Alessandria, arcivescovo ortodosso egiziano († 903)
- Michele I di Alessandria, arcivescovo ortodosso egiziano († 870)

## Armatori(1)
- Michele Casaretto, armatore e politico italiano (Genova, n. 1820 - Genova, † 1901)

## Artigiani(2)
- Michele Fiaschi, artigiano italiano (Carrara)
- Michele Lofrano, artigiano italiano (Italia - Napoli, † 1785)

## Artisti(4)
- Michele Burato, artista italiano (Venezia, n. 1957)
- Escodamè, artista italiano (Udine, n. 1905 - Imola, † 1979)
- Michele Mulas, artista e pittore italiano (Bari Sardo, n. 1936 - Milano, † 2002)
- Michele Tombolini, artista italiano (Venezia, n. 1963)

## Artisti marziali(2)
- Michele Surian, artista marziale italiano (Roma, n. 1962)
- Michele Vallieri, artista marziale italiano (Ferrara, n. 1985)

## Assassini seriali(2)
- Michael Lupo, serial killer italiano (Genzano di Lucania, n. 1953 - Durham, † 1995)
- Michele Profeta, serial killer italiano (Palermo, n. 1947 - Milano, † 2004)

## Astronomi(1)
- Michele Mazzucato, astronomo italiano (Savigliano, n. 1962)

## Attori(27)
- Michele Abruzzo, attore italiano (Sciacca, n. 1904 - Catania, † 1996)
- Michele Alhaique, attore e regista italiano (Roma, n. 1979)
- Michele Balducci, attore e regista italiano (Umbertide, n. 1986)
- Michele Cesari, attore italiano (Sant'Angelo Lodigiano, n. 1980)
- Michele Cimarosa, attore italiano (Messina, n. 1926 - Messina, † 1993)
- Michele D'Anca, attore, regista e sceneggiatore italiano (Bologna, n. 1963)
- Alan De Luca, attore, comico e trasformista italiano (Napoli, n. 1955)
- Michele De Virgilio, attore italiano (Foggia, n. 1969)
- Michele Di Mauro, attore, doppiatore e regista teatrale italiano (Torino, n. 1960)
- Michele Dotti, attore e scrittore italiano (Faenza, n. 1973)
- William Edmunds, attore italiano (San Fele, n. 1886 - Los Angeles, † 1981)
- Michele Gammino, attore, doppiatore e direttore del doppiaggio italiano (Roma, n. 1941)
- Michele La Ginestra, attore, commediografo e regista teatrale italiano (Roma, n. 1964)
- Michele Lastella, attore e regista italiano (Cerignola, n. 1975)
- Michele Maccagno, attore italiano (Tortona, n. 1974)
- Michele Maganza, attore italiano (Torino, n. 1981)
- Michele Malaspina, attore e doppiatore italiano (Genova, n. 1908 - Roma, † 1979)
- Michele Morrone, attore italiano (Bitonto, n. 1990)
- Michele Genovese, attore e comico italiano (Barletta, n. 1907 - Bitonto, † 1980)
- Michele Placido, attore e regista italiano (Ascoli Satriano, n. 1946)
- Michele Riccardini, attore italiano (Perugia, n. 1910 - Merate, † 1978)
- Michele Riondino, attore e regista italiano (Taranto, n. 1979)
- Michele Rosiello, attore italiano (Napoli, n. 1989)
- Michele Russo, attore e regista italiano (Bernalda, n. 1962)
- Michele Savoia, attore e regista italiano (Monopoli, n. 1989)
- Michele Vannucci, attore, regista e sceneggiatore italiano (Roma, n. 1987)
- Michele Venitucci, attore italiano (Bari, n. 1974)

## Attrici(8)
- Michele Boyd, attrice statunitense (Gainesville, n. 1980)
- Michele Dotrice, attrice britannica (Cleethorpes, n. 1948)
- Shelley Fabares, attrice e cantante statunitense (Santa Monica, n. 1944)
- Michele Greene, attrice statunitense (Las Vegas, n. 1962)
- Michele Hicks, attrice e ex modella statunitense (Contea di Essex, n. 1973)
- Michele Lee, attrice statunitense (Los Angeles, n. 1942)
- Michele Pawk, attrice e cantante statunitense (Butler, n. 1961)
- Michelle Reis, attrice e modella portoghese (Macao portoghese, n. 1970)

## Attrici pornografiche(1)
- Jayden Jaymes, ex attrice pornografica statunitense (Upland, n. 1986)

## Autori televisivi(1)
- Michele De Pirro, autore televisivo italiano (Genova, n. 1965)

## Aviatori(1)
- Michele Allasia, aviatore italiano (Ferrara, n. 1895 - Marcon, † 1918)

## Avventurieri(2)
- Michele Angelo Zoccola, avventuriero e imprenditore italiano (Montecastello, n. 1859 - Johannesburg, † 1938)
- Michele del Tavolaccino, avventuriero italiano

## Avvocati(8)
- Michele Camposarcuno, avvocato e politico italiano (Ripalimosani, n. 1892 - † 1978)
- Michele Cianciulli, avvocato italiano (Montella, n. 1895 - Roma, † 1965)
- Michele Crisostomo, avvocato italiano (Tricase, n. 1972)
- Michele Giacchi, avvocato, magistrato e politico italiano (Sepino, n. 1805 - Roma, † 1892)
- Michele Peracchio, avvocato e patriota italiano (Asti, n. 1768)
- Michele Ranieli, avvocato e politico italiano (San Calogero, n. 1951)
- Michele Romano, avvocato e politico italiano (Castelpizzuto, n. 1871 - Castelpizzuto, † 1948)
- Michele Saponara, avvocato e politico italiano (Palazzo San Gervasio, n. 1933)

## Banchieri(2)
- Michele Avitabile, banchiere e politico italiano (Napoli, n. 1818 - Gerace, † 1871)
- Michele Melazzini, banchiere e politico italiano (Sondrio, n. 1900 - Sondrio, † 1981)

## Bassi(2)
- Michele Benedetti, basso italiano (Loreto, n. 1778)
- Michele Pertusi, basso italiano (Parma, n. 1965)

## Batteristi(2)
- Michele Rabbia, batterista e percussionista italiano (Torino, n. 1965)
- Michele Villetti, batterista e musicista italiano (Viterbo, n. 1984)

## Bobbisti(1)
- Michele Alverà, bobbista italiano (Cortina d'Ampezzo, n. 1929 - Cortina d'Ampezzo, † 1991)

## Botanici(4)
- Michele Cristinzio, botanico italiano (Monteroduni, n. 1904 - Ercolano, † 1989)
- Michele Geremicca, botanico italiano (Napoli, n. 1857 - Napoli, † 1920)
- Michele Lojacono Pojero, botanico italiano (Palermo, n. 1853 - Messina, † 1919)
- Michele Tenore, botanico italiano (Napoli, n. 1780 - Napoli, † 1861)

## Briganti(4)
- Michele Caruso, brigante italiano (Torremaggiore, n. 1837 - Benevento, † 1863)
- Michele Mamino, brigante italiano (n. 1769 - † 1815)
- Fra Diavolo, brigante e militare italiano (Itri, n. 1771 - Napoli, † 1806)
- Michele di Gè, brigante italiano (Rionero in Vulture, n. 1843 - † 1924)

## Canoisti(1)
- Michele Zerial, ex canoista italiano (Trieste, n. 1987)

## Canottieri(1)
- Michele Petracci, canottiere e dirigente sportivo italiano (Roma, n. 1984)

## Cantanti(6)
- Mike Fusaro, cantante italiano (Napoli, n. 1946)
- Mikelangelo Loconte, cantante e musicista italiano (Cerignola, n. 1973)
- Michele Luppi, cantante, tastierista e bassista italiano (Carpi, n. 1974)
- Highsnob, cantante e rapper italiano (Avellino, n. 1985)
- Michele Montanari, cantante italiano (Noci, n. 1908 - Torino, † 1995)
- Michele Perniola, cantante e personaggio televisivo italiano (Mottola, n. 1998)

## Cantautori(10)
- Michele Anelli, cantautore italiano (Stresa, n. 1964)
- Michele Bravi, cantautore e attore italiano (Città di Castello, n. 1994)
- Michele Cortese, cantautore italiano (Gallipoli, n. 1985)
- Mike fC, cantautore, rapper e tecnico del suono italiano (Genova, n. 1989)
- Michele Gazich, cantautore e violinista italiano (Brescia, n. 1969)
- Armando Gill, cantautore e attore italiano (Napoli, n. 1877 - Napoli, † 1945)
- Michele Pecora, cantautore italiano (Agropoli, n. 1957)
- Michele Straniero, cantautore, musicologo e giornalista italiano (Milano, n. 1936 - Torino, † 2000)
- Michele Vicino, cantautore e produttore discografico italiano (Milano, n. 1948)
- Michele Zarrillo, cantautore e musicista italiano (Roma, n. 1957)

## Cantautrici(1)
- Misty Oldland, cantautrice e produttrice discografica britannica (n. 1966)

## Cardinali(9)
- Michele Federico Althann, cardinale e vescovo cattolico tedesco (Glatz, n. 1682 - Vác, † 1734)
- Michele Bonelli, cardinale italiano (Bosco Marengo, n. 1541 - Roma, † 1598)
- Michele Di Pietro, cardinale italiano (Albano, n. 1747 - Roma, † 1821)
- Michele Giordano, cardinale e arcivescovo cattolico italiano (Sant'Arcangelo, n. 1930 - Napoli, † 2010)
- Michele Lega, cardinale e vescovo cattolico italiano (Brisighella, n. 1860 - Roma, † 1935)
- Michele Mazzarino, cardinale e arcivescovo cattolico italiano (Pescina, n. 1605 - Roma, † 1648)
- Michele Pellegrino, cardinale, arcivescovo cattolico e letterato italiano (Centallo, n. 1903 - Torino, † 1986)
- Michele Viale-Prelà, cardinale e arcivescovo cattolico francese (Bastia, n. 1798 - Bologna, † 1860)
- Michele della Torre, cardinale e vescovo cattolico italiano (Udine, n. 1511 - Ceneda, † 1586)

## Cestiste(2)
- Michele Timms, ex cestista e allenatrice di pallacanestro australiana (Melbourne, n. 1965)
- Michele Van Gorp, ex cestista, allenatrice di pallacanestro e dirigente sportiva statunitense (Warren, n. 1977)

## Cestisti(10)
- Michele Antelli, cestista italiano (Cernusco sul Naviglio, n. 1998)
- Michele Antonutti, ex cestista italiano (Udine, n. 1986)
- Michele Bertinelli, ex cestista italiano (Bologna, n. 1973)
- Michele Cardinali, ex cestista italiano (Pesaro, n. 1978)
- Michele Ebeling, cestista italiano (Comacchio, n. 1999)
- Michele Maggioli, ex cestista italiano (Pesaro, n. 1977)
- Michele Mian, ex cestista italiano (Gorizia, n. 1973)
- Michele Ruzzier, cestista italiano (Trieste, n. 1993)
- Michele Serpilli, cestista italiano (Ancona, n. 1999)
- Michele Vitali, cestista italiano (Bologna, n. 1991)

## Chimici(1)
- Michele Giua, chimico e politico italiano (Castelsardo, n. 1889 - Torino, † 1966)

## Chirurghi(1)
- Michele Lacava, chirurgo, storico e patriota italiano (Corleto Perticara, n. 1840 - Torre del Greco, † 1896)

## Chitarristi(3)
- Michele Ascolese, chitarrista italiano (Salerno, n. 1953)
- Michele Giuliani, chitarrista, compositore e insegnante italiano (Barletta, n. 1801 - Parigi, † 1867)
- Michele Ortuso, chitarrista, direttore d'orchestra e compositore italiano (Monte Sant'Angelo, n. 1908 - Roma, † 1981)

## Ciclisti su strada(18)
- Michele Bartoli, ex ciclista su strada italiano (Pisa, n. 1970)
- Michele Benente, ciclista su strada italiano (Chieri, n. 1912 - † 1982)
- Michele Coppolillo, ex ciclista su strada italiano (Cosenza, n. 1967)
- Michele Dancelli, ex ciclista su strada e pistard italiano (Castenedolo, n. 1942)
- Michele Gazzara, ex ciclista su strada italiano (Siracusa, n. 1990)
- Michele Gazzoli, ciclista su strada e pistard italiano (Ospitaletto, n. 1999)
- Michele Gismondi, ciclista su strada italiano (Montegranaro, n. 1931 - Montegranaro, † 2013)
- Michele Gobbi, ex ciclista su strada italiano (Vicenza, n. 1977)
- Michele Gordini, ciclista su strada italiano (Budrio di Cotignola, n. 1896 - Cotignola, † 1970)
- Michele Laddomada, ex ciclista su strada italiano (Crispiano, n. 1972)
- Michele Maccanti, ex ciclista su strada italiano (Ferrara, n. 1979)
- Michele Mara, ciclista su strada italiano (Busto Arsizio, n. 1903 - Busto Arsizio, † 1986)
- Michele Merlo, ex ciclista su strada italiano (Casaleone, n. 1984)
- Michele Moro, ex ciclista su strada italiano (Bassano del Grappa, n. 1965)
- Michele Motta, ciclista su strada italiano (Oreno di Vimercate, n. 1921 - Lissone, † 1980)
- Michele Orecchia, ciclista su strada italiano (Marsiglia, n. 1903 - Moncalieri, † 1981)
- Michele Robotti, ciclista su strada italiano (Alessandria, n. 1890 - Rho, † 1952)
- Michele Scarponi, ciclista su strada italiano (Jesi, n. 1979 - Filottrano, † 2017)

## Clarinettisti(2)
- Michele Carulli, clarinettista e direttore d'orchestra italiano (Gravina in Puglia, n. 1958)
- Michele Marelli, clarinettista italiano (Alessandria, n. 1978)

## Comici(1)
- Mago Forest, comico, showman e conduttore televisivo italiano (Nicosia, n. 1961)

## Compositori(17)
- Michele Braga, compositore italiano (Roma, n. 1977)
- Michele Caballone, compositore italiano (Napoli, n. 1692 - Napoli, † 1740)
- Michele Carafa, compositore e militare italiano (Napoli, n. 1787 - Parigi, † 1872)
- Michele Centonze, compositore, chitarrista e produttore discografico italiano (Lecce, n. 1963)
- Michele Costa, compositore e direttore d'orchestra italiano (Napoli, n. 1808 - Hove, † 1884)
- Michele Cozzoli, compositore, direttore d'orchestra e arrangiatore italiano (Napoli, n. 1915 - Roma, † 1961)
- Michele Falco, compositore italiano (Napoli - Napoli)
- Michele Francesio, compositore italiano (Borgo d'Ale, n. 1937 - Milano, † 2011)
- Michele Mortellari, compositore italiano (Palermo - Londra, † 1807)
- Michele Neri Bondi, compositore, clavicembalista e direttore d'orchestra italiano (Firenze, n. 1750 - Firenze)
- Michele Novaro, compositore e patriota italiano (Genova, n. 1818 - Genova, † 1885)
- Michele Paradiso, compositore italiano (Roma, n. 1945 - Roma, † 2024)
- Michele Pesenti, compositore e liutista italiano (Verona)
- Michele Puccini, compositore italiano (Lucca, n. 1813 - Lucca, † 1864)
- Michele Stratico, compositore e violinista italiano (Zara, n. 1728)
- Michele Virano, compositore e polistrumentista italiano (Asti, n. 1923 - Asti, † 2019)
- Michele Dall'Ongaro, compositore, musicologo e conduttore radiofonico italiano (Roma, n. 1957)

## Condottieri(1)
- Michele Attendolo, condottiero italiano (Cotignola - Palazzolo sull'Oglio, † 1463)

## Conduttori radiofonici(1)
- Michele Suozzo, conduttore radiofonico, critico musicale e musicologo italiano (Roma, n. 1955)

## Conduttori televisivi(1)
- Michele Bertocchi, conduttore televisivo e autore televisivo italiano (Trieste, n. 1977)

## Conduttrici televisive(1)
- Michele Merkin, conduttrice televisiva, modella e attrice statunitense (San Francisco, n. 1975)

## Controtenori(1)
- Michele Andalò, controtenore italiano (Bologna, n. 1973)

## Costituzionalisti(1)
- Michele Ainis, costituzionalista e scrittore italiano (Messina, n. 1955)

## Criminali(2)
- Michele D'Alto, criminale italiano (Napoli, n. 1950 - Roma, † 1982)
- Michele Volpetti, criminale italiano

## Critici d'arte(1)
- Michele Biancale, critico d'arte e storico dell'arte italiano (Sora, n. 1878 - Roma, † 1961)

## Critici letterari(2)
- Michele Rak, critico letterario, italianista e saggista italiano (Napoli, n. 1940)
- Michele Scherillo, critico letterario e politico italiano (Napoli, n. 1860 - Milano, † 1930)

## Danzatori(2)
- Michele Abbondanza, danzatore e coreografo italiano (Riva del Garda, n. 1960)
- Michele Carfora, ballerino e attore teatrale italiano (Salerno, n. 1969)

## Danzatrici(1)
- Michele Wiles, danzatrice statunitense (Baltimora, n. 1980)

## Designer(3)
- Michele De Lucchi, designer e architetto italiano (Ferrara, n. 1951)
- Michele Provinciali, designer italiano (Parma, n. 1921 - Pesaro, † 2009)
- Michele Spera, designer italiano (Potenza, n. 1937)

## Diplomatici(2)
- Michele Lanza, diplomatico italiano (Torino, n. 1906 - Madrid, † 1973)
- Michele Valensise, diplomatico italiano (Polistena, n. 1952)

## Direttori d'orchestra(3)
- Michele Gamba, direttore d'orchestra e pianista italiano (Milano, n. 1983)
- Michele Mariotti, direttore d'orchestra italiano (Pesaro, n. 1979)
- Michele Spotti, direttore d'orchestra italiano (Cesano Maderno, n. 1993)

## Direttori della fotografia(1)
- Michele D'Attanasio, direttore della fotografia italiano (Pescara, n. 1976)

## Direttori di coro(1)
- Michele Manganelli, direttore di coro, direttore d'orchestra e compositore italiano (Siena, n. 1969)

## Dirigenti d'azienda(2)
- Michele Fioroni, manager e ex tennista italiano (Perugia, n. 1965)
- Michele Norsa, manager italiano (Lecco, n. 1948)

## Dirigenti pubblici(1)
- Michele Mario Elia, dirigente pubblico italiano (Castellana Grotte, n. 1946)

## Dirigenti sportivi(6)
- Michele Cossato, dirigente sportivo e ex calciatore italiano (Milano, n. 1970)
- Michele Franco, dirigente sportivo e ex calciatore italiano (Altamura, n. 1985)
- Michele Giuffrida, dirigente sportivo italiano (Catania, n. 1926 - Catania, † 2012)
- Michele Padovano, dirigente sportivo e ex calciatore italiano (Torino, n. 1966)
- Michele Paolucci, dirigente sportivo, allenatore di calcio e ex calciatore italiano (Recanati, n. 1986)
- Michele Uva, dirigente sportivo italiano (Matera, n. 1964)

## Disegnatori(1)
- Michele Arcangelo Iocca, disegnatore e fumettista italiano (Calascio, n. 1925 - Roma, † 2023)

## Dogi(1)
- Michele Morosini, doge (Venezia, n. 1308 - Venezia, † 1382)

## Doppiatori(1)
- Michele Kalamera, doppiatore italiano (Conegliano, n. 1939 - Roma, † 2023)

## Drammaturghi(2)
- Michele Cuciniello, drammaturgo italiano (Napoli - Napoli, † 1889)
- Michele Galdieri, commediografo, paroliere e sceneggiatore italiano (Napoli, n. 1902 - Napoli, † 1965)

## Economiste(1)
- Michele Bullock, economista australiana (Melbourne)

## Economisti(5)
- Michele Boldrin, economista italiano (Padova, n. 1956)
- Michele Ciani, economista, giurista e funzionario italiano (Pienza, n. 1720)
- Michele De Benedictis, economista italiano (Asmara, n. 1927 - Roma, † 2016)
- Michele Salvati, economista e politologo italiano (Cremona, n. 1937)
- Michele Vincenti, economista italiano (Taranto, n. 1958)

## Editori(2)
- Michele Caccamo, editore, poeta e scrittore italiano (Taurianova, n. 1959)
- Michele Tramezzino, editore italiano (Roma, n. 1526 - Venezia)

## Educatori(1)
- Michele Maria Tumminelli, educatore e politico italiano (Castelbuono, n. 1894 - Milano, † 1988)

## Esploratori(1)
- Michele Pontrandolfo, esploratore italiano (Pordenone, n. 1971)

## Faccendieri(1)
- Michele Sindona, faccendiere, banchiere e criminale italiano (Patti, n. 1920 - Voghera, † 1986)

## Fantini(2)
- Michele Bucci, fantino italiano (Roma, n. 1951)
- Michele Fedi, fantino italiano

## Filologi(2)
- Michele Barbi, filologo e italianista italiano (Taviano di Sambuca Pistoiese, n. 1867 - Firenze, † 1941)
- Michele Cataudella, filologo e critico letterario italiano (Licata, n. 1923 - Portici, † 2013)

## Filosofi(7)
- Michele Ciliberto, filosofo e storico della filosofia italiano (Napoli, n. 1945)
- Michele Di Francesco, filosofo italiano (Diano Marina, n. 1956)
- Michele Martelli, filosofo e saggista italiano (San Marco in Lamis, n. 1940)
- Michele Nicoletti, filosofo e politico italiano (Trento, n. 1956)
- Michele Prospero, filosofo italiano (Pescosolido, n. 1959)
- Michele Psello, filosofo, scrittore e politico bizantino (Costantinopoli, n. 1018 - Costantinopoli, † 1096)
- Michele Federico Sciacca, filosofo e storico della filosofia italiano (Giarre, n. 1908 - Genova, † 1975)

## Fisiche(1)
- Michele Dougherty, geofisica e astronoma sudafricana (n. 1962)

## Fisici(8)
- Michele Alberto Bancalari, fisico italiano (Chiavari, n. 1805 - Genova, † 1864)
- Michele Cantone, fisico italiano (Palermo, n. 1857 - Napoli, † 1932)
- Michele Caputo, geofisico, matematico e geodeta italiano (Ferrara, n. 1927)
- Michele Dragoni, geofisico e divulgatore scientifico italiano (Piacenza, n. 1953)
- Michele La Rosa, fisico italiano (Palermo, n. 1880 - Palermo, † 1933)
- Michele Parrinello, fisico italiano (Messina, n. 1945)
- Michele Vendruscolo, fisico e chimico italiano (Udine, n. 1966)
- Michele Stefano de Rossi, geofisico italiano (Roma, n. 1834 - Rocca di Papa, † 1898)

## Fisiologi(1)
- Michele Foderà, fisiologo, biologo e scrittore italiano (Agrigento, n. 1792 - Palermo, † 1848)

## Flautisti(1)
- Michele Gori, flautista e compositore italiano (Domodossola, n. 1980)

## Fotografi(1)
- Michele Mang, fotografo tedesco (Confederazione germanica - Roma, † 1909)

## Francescani(2)
- Michele Piccirillo, francescano e archeologo italiano (Casanova di Carinola, n. 1944 - Livorno, † 2008)
- Michele Stea, francescano e storico italiano (Sannicandro di Bari, n. 1916 - Grottaglie, † 1998)

## Fumettisti(6)
- Michele Carminati, fumettista italiano (Bergamo, n. 1980)
- Michele Gazzarri, fumettista italiano (Milano, n. 1932 - Milano, † 2019)
- Michele Masiero, fumettista italiano (Castelmassa, n. 1967)
- Michele Medda, fumettista italiano (Cagliari, n. 1962)
- Michele Pepe, fumettista italiano (Canosa di Puglia, n. 1946 - Milano, † 1997)
- Zerocalcare, fumettista italiano (Arezzo, n. 1983)

## Funzionari(7)
- Michele Adinolfi, prefetto e politico italiano (Giovinazzo, n. 1876 - Roma, † 1959)
- Michele Carta Mameli, funzionario, magistrato e politico italiano (Cagliari, n. 1836 - Roma, † 1907)
- Michele Castelli Guaccero, prefetto, diplomatico e politico italiano (Altamura, n. 1877 - Roma, † 1973)
- Michele Penta, funzionario e prefetto italiano (Napoli, n. 1948)
- Michele Strifno, funzionario bizantino
- Michele Taronita, funzionario e nobile bizantino
- Michele Urano, funzionario bizantino

## Generali(21)
- Michele I Apafi, generale ungherese (n. 1632 - † 1690)
- Michele Apocapa, generale bizantino (Edessa)
- Michele Aspiete, generale bizantino († 1177)
- Celestino Bes, generale italiano (Chivasso, n. 1872 - Torino, † 1953)
- Michele Bes, generale italiano (Oulx, n. 1794 - Torino, † 1853)
- Michele Cabalario, generale e nobile bizantino († 1277)
- Michele Carbone, generale italiano (Barletta, n. 1961)
- Michele Carrascosa, generale, politico e nobile italiano (Palermo, n. 1774 - Napoli, † 1853)
- Michele Doceano, generale bizantino († 1050)
- Michele Forneris, generale italiano (Bibiana, n. 1922 - Pinerolo, † 2005)
- Michele Franzé, generale italiano (Napoli, n. 1947)
- Michele Lacanodracone, generale bizantino († 792)
- Michele Mauricas, generale bizantino
- Michele Melisseno, generale e nobile bizantino
- Michele Antonio di Saluzzo, generale italiano (Saluzzo, n. 1495 - Aversa, † 1528)
- Michele Monomaco, generale bizantino
- Michele Paleologo, generale bizantino (Impero bizantino - Bari, † 1156)
- Michele Protospata, generale bizantino
- Michele Sfrondilo, generale bizantino
- Michele Taffini d'Acceglio, generale italiano (Chieri, n. 1786 - Savigliano, † 1872)
- Michele Vaccaro, generale italiano (Agrigento, n. 1887 - Roma, † 1980)

## Geologi(3)
- Michele Deriu, geologo italiano (Cagliari, n. 1921 - Parma, † 1980)
- Michele Gortani, geologo, paleontologo e politico italiano (Lugo, n. 1883 - Tolmezzo, † 1966)
- Michele Lanzinger, geologo e antropologo italiano (Trento, n. 1957)

## Gesuiti(1)
- Michele Ruggieri, gesuita, missionario e linguista italiano (Spinazzola, n. 1543 - Napoli, † 1607)

## Ginnasti(1)
- Michele Mastromarino, ginnasta italiano (Cagliari, n. 1894 - Cagliari, † 1986)

## Giocatori di beach soccer(1)
- Michele Leghissa, giocatore di beach soccer italiano (Trieste, n. 1975)

## Giocatori di calcio a 5(1)
- Michele Miarelli, ex giocatore di calcio a 5 italiano (Roma, n. 1984)

## Giocatori di football americano(1)
- Michele Colacino, ex giocatore di football americano italiano (Cutro, n. 1976)

## Giornalisti(27)
- Michele Bovi, giornalista e autore televisivo italiano (Catania, n. 1950)
- Michele Brambilla, giornalista e saggista italiano (Monza, n. 1958)
- Michele Campana, giornalista e scrittore italiano (Modigliana, n. 1885 - Firenze, † 1968)
- Michele Campione, giornalista, scrittore e critico d'arte italiano (Bari, n. 1928 - Roma, † 2003)
- Michele Criscitiello, giornalista e conduttore televisivo italiano (Avellino, n. 1983)
- Michele Cucuzza, giornalista, conduttore televisivo e conduttore radiofonico italiano (Catania, n. 1952)
- Michele Fazioli, giornalista e conduttore televisivo svizzero (Bellinzona, n. 1947)
- Michele Gambino, giornalista e scrittore italiano (Siracusa, n. 1958)
- Michele Giordano, giornalista, scrittore e saggista italiano (Caltanissetta, n. 1921 - Cassino, † 2008)
- Michele Lalli, giornalista e scrittore italiano (Bonefro, n. 1926 - Roma, † 1964)
- Michele Lupi, giornalista italiano (Milano, n. 1965)
- Michele Mauri, giornalista e scrittore italiano (Vimercate, n. 1961)
- Michele Mezza, giornalista e saggista italiano (Nola, n. 1953)
- Michele Neri, giornalista, critico musicale e scrittore italiano (Roma, n. 1966)
- Michele Pellicani, giornalista, saggista e politico italiano (Ruvo di Puglia, n. 1915 - Roma, † 1991)
- Michele Plastino, giornalista italiano (Roma, n. 1950)
- Michele Rago, giornalista, francesista e traduttore italiano (Chicago, n. 1913 - Roma, † 2008)
- Michele Randazzo, giornalista e politico italiano (Mussomeli, n. 1936 - Maiorca, † 1998)
- Michele Saba, giornalista e politico italiano (Ossi, n. 1891 - Sassari, † 1957)
- Michele Santoro, giornalista, conduttore televisivo e autore televisivo italiano (Salerno, n. 1951)
- Michele Serra, giornalista, umorista e scrittore italiano (Roma, n. 1954)
- Michele Serra, giornalista e saggista italiano (Messina, n. 1905 - Milano, † 1963)
- Michele Smargiassi, giornalista italiano (Dovadola, n. 1957)
- Michele Tito, giornalista italiano (Homs, n. 1925 - Roma, † 2003)
- Michele Topa, giornalista e scrittore italiano (Napoli, n. 1925 - Schwebheim, † 1999)
- Michele Torraca, giornalista e politico italiano (Pietrapertosa, n. 1840 - Alagna Valsesia, † 1906)
- Michele Viterbo, giornalista, scrittore e politico italiano (Castellana Grotte, n. 1890 - Bari, † 1973)

## Giuristi(4)
- Michele Fragali, giurista e magistrato italiano (Palermo, n. 1897 - Roma, † 1980)
- Michele Giorgianni, giurista italiano (Ragusa, n. 1915 - Roma, † 2003)
- Michele Taruffo, giurista italiano (Vigevano, n. 1943 - Pavia, † 2020)
- Michele de Jorio, giurista, avvocato e magistrato italiano (Procida, n. 1738 - Procida, † 1806)

## Golfisti(1)
- Michele Reale, golfista italiano (Biella, n. 1971)

## Hockeisti su ghiaccio(4)
- Michele Ciresa, hockeista su ghiaccio e dirigente sportivo italiano (Cavalese, n. 1980)
- Michele Marchetti, hockeista su ghiaccio italiano (Trento, n. 1994)
- Michele Stevan, hockeista su ghiaccio italiano (Asiago, n. 1993)
- Michele Strazzabosco, ex hockeista su ghiaccio italiano (Asiago, n. 1976)

## Imperatori(10)
- Michele VI Bringa, imperatore bizantino († 1059)
- Michele VII Ducas, imperatore bizantino (Costantinopoli - Efeso)
- Michele V il Calafato, imperatore bizantino (Paflagonia, n. 1015 - Costantinopoli, † 1042)
- Michele III, imperatore bizantino (Costantinopoli, n. 840 - Costantinopoli, † 867)
- Michele IV il Paflagone, imperatore bizantino (Paflagonia, n. 1010 - Costantinopoli, † 1041)
- Michele I Rangabe, imperatore bizantino (Isola di Proti, † 844)
- Michele II l'Amoriano, imperatore e generale bizantino (Amorio, n. 770 - Costantinopoli, † 829)
- Michele VIII Paleologo, imperatore bizantino (Anatolia, n. 1223 - Costantinopoli, † 1282)
- Michele di Trebisonda, imperatore bizantino (Costantinopoli)
- Michele IX Paleologo, imperatore bizantino (Costantinopoli, n. 1277 - Tessalonica, † 1320)

## Imprenditori(5)
- Michele Chiesa, imprenditore, banchiere e politico italiano (Chieri, n. 1831 - Torino, † 1918)
- Michele Ferrero, imprenditore italiano (Dogliani, n. 1925 - Monte Carlo, † 2015)
- Michele Grassi Pasini, imprenditore e politico italiano (Acireale, n. 1830 - Acireale, † 1913)
- Michele Maluta, imprenditore e dirigente sportivo italiano (Padova, n. 1868 - Gardone, † 1943)
- Michele Tossani, imprenditore italiano (Casalfiumanese, n. 1918 - Bologna, † 2011)

## Incisori(2)
- Michele Bisi, incisore e pittore italiano (Genova, n. 1788 - Milano, † 1874)
- Michele Fanoli, incisore e pittore italiano (Cittadella, n. 1807 - Milano, † 1876)

## Ingegneri(5)
- Michele Besso, ingegnere svizzero (Riesbach, n. 1873 - Ginevra, † 1955)
- Michele Guadagno, ingegnere e botanico italiano (Napoli, n. 1878 - Napoli, † 1930)
- Michele Jamiolkowski, ingegnere e geologo polacco (Stryj, n. 1932 - Torino, † 2023)
- Michele Lettieri, ingegnere italiano (Solofra, n. 1924 - Bolzano, † 2016)
- Michele Dicran Sirinian, ingegnere e militare italiano (Costantinopoli, n. 1923 - Roma, † 2003)

## Judoka(1)
- Michele Monti, judoka italiano (Rosignano Marittimo, n. 1970 - Roma, † 2018)

## Karateka(2)
- Michele Giuliani, karateka italiano (Bari, n. 1983)
- Michele Martina, karateka italiano (Tivoli, n. 1996)

## Latinisti(1)
- Michele Ferrucci, latinista e epigrafista italiano (Lugo, n. 1801 - Pisa, † 1881)

## Letterati(1)
- Michele Leoni, letterato italiano (Borgo San Donnino, n. 1776 - † 1858)

## Linguisti(6)
- Michele Castelli, linguista e scrittore italiano (Santa Croce di Magliano, n. 1946)
- Michele Cortelazzo, linguista italiano (Padova, n. 1952)
- Michele De Noto, linguista, glottologo e drammaturgo italiano (Taranto, n. 1864 - Taranto, † 1937)
- Michele Kerbaker, linguista e glottologo italiano (Torino, n. 1835 - Napoli, † 1914)
- Michele Loporcaro, linguista e glottologo italiano (Roma, n. 1963)
- Mikiel Anton Vassalli, linguista, scrittore e editore maltese (Żebbuġ, n. 1764 - Malta, † 1829)

## Liutai(1)
- Michele Sangineto, liutaio italiano (Albidona, n. 1944)

## Lottatori(3)
- Michele Azzola, ex lottatore italiano (Gemona del Friuli, n. 1954)
- Michele Liuzzi, ex lottatore italiano (Napoli, n. 1975)
- Michele Toma, ex lottatore italiano (Roma, n. 1938)

## Mafiosi(11)
- Michele Abati, mafioso italiano (Monte San Giuliano, n. 1900 - Monte San Giuliano, † 1962)
- Michele Aiello, mafioso e imprenditore italiano (Palermo, n. 1953)
- Michele Cavataio, mafioso italiano (Palermo, n. 1929 - Palermo, † 1969)
- Michele D'Alessandro, mafioso italiano (Castellammare di Stabia, n. 1945 - Napoli, † 1999)
- Michele Greco, mafioso italiano (Palermo, n. 1924 - Roma, † 2008)
- Michele Miranda, mafioso italiano (San Giuseppe Vesuviano, n. 1896 - † 1973)
- Michele Navarra, mafioso italiano (Corleone, n. 1905 - Prizzi, † 1958)
- Michele Senese, mafioso italiano (Afragola, n. 1957)
- Michele Antonio Varano, mafioso italiano (Centrache, n. 1951)
- Michele Zagaria, mafioso italiano (San Cipriano d'Aversa, n. 1958)
- Michele Zaza, mafioso italiano (Procida, n. 1945 - Roma, † 1994)

## Magistrati(12)
- Michele Barillaro, magistrato italiano (Reggio Calabria, n. 1967 - Okahandja, † 2012)
- Michele Cagnetta, magistrato e politico italiano (Napoli, n. 1872 - Roma, † 1940)
- Michele Cardona, magistrato e politico italiano (Napoli, n. 1833 - Roma, † 1909)
- Michele Castellamonte di Lessolo, magistrato e politico italiano (Lessolo, n. 1819 - Torino, † 1868)
- Michele Coiro, magistrato italiano (Pignola, n. 1925 - Roma, † 1997)
- Michele D'Aquino, magistrato e politico italiano (Anzi, n. 1870 - Roma, † 1956)
- Michele Del Gaudio, magistrato e politico italiano (Torre Annunziata, n. 1952)
- Michele Delle Donne, magistrato e politico italiano (Genzano di Lucania, n. 1875 - Roma, † 1975)
- Michele Arcangelo Petrone, magistrato e politico italiano (Montagano, n. 1869 - Roma, † 1944)
- Michele Rossano, magistrato italiano (Napoli, n. 1907)
- Michele Zampaglione, magistrato e nobile italiano (n. 1802 - † 1887)
- Michele de Gemmis, magistrato e scrittore italiano (Terlizzi, n. 1799 - Terlizzi, † 1871)

## Maratoneti(3)
- Michele Fanelli, maratoneta italiano (Orta Nova, n. 1907 - Torino, † 1989)
- Michele Gamba, maratoneta e mezzofondista italiano (San Donà di Piave, n. 1972)
- Michele Palamini, maratoneta e mezzofondista italiano (Clusone, n. 1991)

## Marciatori(2)
- Michele Antonelli, marciatore italiano (Macerata, n. 1994)
- Michele Didoni, ex marciatore italiano (Milano, n. 1974)

## Matematici(8)
- Michele Cipolla, matematico italiano (Palermo, n. 1880 - Palermo, † 1947)
- Michele De Franchis, matematico italiano (Palermo, n. 1875 - Palermo, † 1946)
- Michele Emmer, matematico e saggista italiano (Milano, n. 1945)
- Michele Gebbia, matematico italiano (Palermo, n. 1854 - Palermo, † 1929)
- Michele Rajna, matematico e astronomo italiano (Sondrio, n. 1854 - Teglio, † 1920)
- Michele Sce, matematico italiano (Tirano, n. 1929 - Milano, † 1993)
- Michele Scoto, matematico, astrologo e filosofo scozzese (Scozia)
- Michele Zannotti, matematico italiano (San Severo, n. 1803 - Napoli, † 1874)

## Medici(14)
- Michele Araldi, medico e matematico italiano (Modena, n. 1740 - Milano, † 1813)
- Michele Arslan, medico italiano (Padova, n. 1904 - Padova, † 1988)
- Michele Attumonelli, medico e letterato italiano (Andria, n. 1750 - Parigi, † 1826)
- Michele Buniva, medico, veterinario e patriota italiano (Pinerolo, n. 1761 - Piscina, † 1834)
- Michele Alberto Carrara, medico e scrittore italiano (Bergamo, n. 1438 - Bergamo, † 1490)
- Michele Crisafulli Trimarchi, medico italiano (Savoca, n. 1826 - Messina, † 1903)
- Michele Ferrari, medico italiano (Ferrara, n. 1953)
- Michele Giannelli, medico e politico italiano (Lucca - † 1855)
- Michele Lamparelli, medico italiano (Terlizzi, n. 1776 - Terlizzi, † 1857)
- Michele Landolfi, medico italiano (Airola, n. 1878 - Napoli, † 1959)
- Michele Mercati, medico e botanico italiano (San Miniato, n. 1541 - Roma, † 1593)
- Michele Gerardo Pasquarelli, medico e antropologo italiano (Marsico Nuovo, n. 1868 - Savoia di Lucania, † 1924)
- Michele Sarcone, medico e scienziato italiano (Terlizzi, n. 1731 - Napoli, † 1797)
- Michele Troja, medico e oculista italiano (Andria, n. 1747 - Napoli, † 1827)

## Mercanti(3)
- Michele Burlamacchi, mercante italiano (Lucca, n. 1531 - Saint-Denis, † 1590)
- Michele Dagomari, mercante italiano (Prato - Prato, † 1171)
- Michele De Martino, mercante italiano (Montepertuso, n. 1788 - Monopoli, † 1860)

## Mezzofondisti(1)
- Michele Oberti, mezzofondista italiano (Trescore Balneario, n. 1987)

## Militari(27)
- Michele Angelo Balegno di Carpeneto, militare italiano (Torino, n. 1814 - San Martino della Battaglia, † 1859)
- Michele Bellucci, militare italiano (n. 1826 - † 1908)
- Michele Boccassini, militare italiano (Bologna, n. 1917 - Unione Sovietica, † 1942)
- Michele II Bonelli, militare italiano (n. 1551 - Roma, † 1604)
- Michele Angelo Borio, militare italiano (Torino, n. 1645 - Torino, † 1728)
- Michele Cantacuzeno, militare bizantino († 1264)
- Michele Curticio, militare e ammiraglio bizantino
- Michele D'Angelo, militare italiano (Rionero in Vulture, n. 1868 - Bu Msafer, † 1912)
- Michele Di Lella, militare italiano (Apricena, n. 1966)
- Michele II d'Epiro, militare bizantino († 1271)
- Michele Ferrara, militare italiano (Melfi, n. 1910 - Bardia, † 1941)
- Mario Fascetti, militare italiano (Roma, n. 1896 - Krioneri, † 1940)
- Michele Fiore, militare italiano (Bari, n. 1959 - Caltanissetta, † 1991)
- Michele Fiorino, militare italiano (Molfetta, n. 1912 - Alpi Marittime, † 1940)
- Michele Griffa, militare italiano (Rimini, n. 1915 - Adi Acheiti, † 1936)
- Michele Liverani, militare italiano (Venezia, n. 1894 - Lencia, † 1937)
- Michele Macrì, militare italiano (Bianco, n. 1920 - Monginevro, † 1940)
- Michele Marrone, militare e calciatore italiano (Palermo, n. 1910 - Saragozza, † 1937)
- Michele Mattei, militare italiano (Cerreto Sannita, n. 1915 - Sidi Omar, † 1941)
- Michele Milano, militare e aviatore italiano (Bari, n. 1910 - Giorgiukat, † 1940)
- Michele Morsero, militare e prefetto italiano (Torino, n. 1895 - Vercelli, † 1945)
- Michele Perriello, militare italiano (San Chirico Nuovo, n. 1916 - Sollum, † 1941)
- Michele Puddu, militare e poliziotto italiano (Cagliari, n. 1922 - Roma, † 1944)
- Michele Purrello, militare italiano (San Giovanni Gemini, n. 1892 - Bardia, † 1941)
- Michele Sambiase Sanseverino, militare, dirigente d'azienda e politico italiano (Sant'Angelo dei Lombardi, n. 1823 - Portici, † 1905)
- Michele Strassoldo-Grafenberg, militare austriaco (Gorizia, n. 1800 - Strassoldo, † 1873)
- Michele Vitali Mazza, militare italiano (Parma, n. 1895 - Pal Piccolo, † 1916)

## Modelle(1)
- Michele McDonald, modella statunitense (Butler, n. 1952 - Saxonburg, † 2020)

## Monaci cristiani(3)
- Michele Maleinos, monaco cristiano bizantino (Costantinopoli, n. 894 - † 961)
- Michele di Klops, monaco cristiano russo († 1453)
- Michele Nota, monaco cristiano italiano (Lusernetta, n. 1888 - Strada per Ponte Forno, † 1944)

## Multiplisti(1)
- Michele Calvi, multiplista e ostacolista italiano (Reggio Emilia, n. 1990)

## Musicisti(6)
- Michele Cotumacci, musicista italiano (Villa Santa Maria, n. 1682 - † 1750)
- Michele Lobaccaro, musicista e compositore italiano (Ventimiglia, n. 1965)
- Michele Nitti, musicista e politico italiano (Acquaviva delle Fonti, n. 1981)
- Michele Pauli, musicista e produttore discografico italiano (Milano, n. 1965)
- Michele Seffer, musicista e compositore italiano (Bari, n. 1950 - Roma, † 2006)
- Michele Serio, musicista e scrittore italiano (Napoli, n. 1954 - Napoli, † 2021)

## Musicologi(2)
- Michele Calella, musicologo italiano (Taranto, n. 1967)
- Michele Girardi, musicologo italiano (Venezia, n. 1954 - Venezia, † 2025)

## Navigatori(1)
- Michele da Cuneo, navigatore italiano (Savona, n. 1448 - Savona, † 1503)

## Nobili(12)
- Michele Benso di Cavour, nobile, politico e militare italiano (Torino, n. 1781 - Torino, † 1850)
- Michele Coronini Cronberg, nobile italiano (Gorizia, n. 1793 - Parigi, † 1876)
- Michele Damasceni Peretti, I principe di Venafro, nobile italiano (Roma, n. 1577 - Roma, † 1631)
- Michele Imperiali, nobile italiano (Francavilla, n. 1719 - Napoli, † 1782)
- Michele Lorenzo Mancini, nobile, astrologo e alchimista italiano (Roma, n. 1602 - Roma, † 1650)
- Michele di Grecia, nobile e scrittore greco (Roma, n. 1939 - Atene, † 2024)
- Michele Kacsics, nobile ungherese
- Michele Hahót, nobile ungherese
- Michele Riccio, nobile e storico italiano (Napoli, n. 1445 - Parigi, † 1515)
- Michele Tarcaniota, nobile e generale bizantino († 1284)
- Michele Lascaris, nobile e militare bizantino
- Michele Gennaro di Braganza, nobile (Kleinheubach, n. 1853 - Seebenstein, † 1927)

## Nuotatori(7)
- Michele Busa, nuotatore italiano (Faenza, n. 2001)
- Mik Cosentino, ex nuotatore italiano (Milano, n. 1986)
- Michele D'Oppido, ex nuotatore italiano (Crotone, n. 1949)
- Michele Lamberti, nuotatore italiano (Brescia, n. 2000)
- Michele Piva, ex nuotatore sammarinese (n. 1965)
- Michele Santucci, ex nuotatore italiano (Castiglion Fiorentino, n. 1989)
- Michele Scarica, ex nuotatore italiano (Parma, n. 1982)

## Nuotatrici(1)
- Michele Richardson, ex nuotatrice nicaraguense (Managua, n. 1969)

## Oculisti(1)
- Michele Del Monte, oculista italiano (Moliterno, n. 1838 - Napoli, † 1885)

## Operai(2)
- Michele Fassio, operaio e sindacalista italiano (Torino, n. 1905 - Grugliasco, † 1995)
- Michele Levrino, operaio e antifascista italiano (Cumiana, n. 1880 - Carpi, † 1944)

## Pallamanisti(2)
- Michele Guerrazzi, ex pallamanista e dirigente sportivo italiano (Torre del Greco, n. 1971)
- Michele Skatar, ex pallamanista croato (Capodistria, n. 1985)

## Pallanuotisti(3)
- Michele Capanna, pallanuotista italiano (Genova, n. 1976)
- Michele Luongo, pallanuotista italiano (Genova, n. 1986)
- Michele Pesenti, pallanuotista italiano (Finale Ligure, n. 1990)

## Pallavolisti(8)
- Michele Baranowicz, pallavolista italiano (Mondovì, n. 1989)
- Michele Capra, pallavolista italiano (Borgo Valsugana, n. 1985)
- Michele De Giorgi, pallavolista italiano (Campi Salentina, n. 1968)
- Michele Fedrizzi, pallavolista italiano (Trento, n. 1991)
- Michele Grassano, pallavolista italiano (San Severo, n. 1986)
- Michele Nonne, pallavolista italiano (Crotone, n. 1988)
- Michele Pasinato, pallavolista e allenatore di pallavolo italiano (Cittadella, n. 1969 - Padova, † 2021)
- Michele Rocco, ex pallavolista italiano (Adria, n. 1968)

## Partigiani(4)
- Michele Arcangelo De Palo, partigiano italiano (Castropignano, n. 1915 - Pergola, † 1944)
- Michele Moretti, partigiano, sindacalista e calciatore italiano (Como, n. 1908 - Como, † 1995)
- Michele Robecchi, partigiano italiano (Scanzorosciate, n. 1904 - Überlingen, † 1944)
- Michele Saccani, partigiano italiano (Parma, n. 1921 - Tizzano Val Parma, † 1944)

## Patriarchi cattolici(2)
- Michele Zezza, patriarca cattolico italiano (Napoli, n. 1850 - Napoli, † 1927)
- Michele di Corbeil, patriarca cattolico francese († 1199)

## Patrioti(6)
- Michele Allemandi, patriota e generale italiano (Ivrea, n. 1807 - Basilea, † 1858)
- Michele Basile, patriota e scrittore italiano (Santa Lucia del Mela, n. 1832 - Messina, † 1907)
- Michele Martino Fardella, patriota e politico italiano (Trapani, n. 1826 - Trapani, † 1876)
- Michele Ferraiolo, patriota e militare italiano (Acerra, n. 1886 - Mondragone, † 1943)
- Michele Morelli, patriota e militare italiano (Monteleone, n. 1792 - Napoli, † 1822)
- Michele Ungaro, patriota, politico e magistrato italiano (Cerreto Sannita, n. 1819 - Cerreto Sannita, † 1890)

## Pattinatori di short track(1)
- Michele Antonioli, ex pattinatore di short track italiano (Bormio, n. 1977)

## Pattinatori di velocità su ghiaccio(1)
- Michele Malfatti, pattinatore di velocità su ghiaccio e pattinatore di short track italiano (Trento, n. 1994)

## Pedagogisti(2)
- Michele Borrelli, pedagogista e filosofo italiano (Acquappesa, n. 1947 - Montalto Uffugo, † 2021)
- Michele Crimi, pedagogista italiano (Trapani, n. 1875 - Pescara, † 1963)

## Pesisti(1)
- Michele Sorrenti, pesista italiano (Rende, n. 1941 - Treviso, † 2005)

## Pianisti(5)
- Michele Campanella, pianista italiano (Napoli, n. 1947)
- Michele Esposito, pianista, direttore d'orchestra e compositore italiano (Castellammare di Stabia, n. 1855 - Firenze, † 1929)
- Michele Fedrigotti, pianista, compositore e arrangiatore italiano (Milano, n. 1957)
- Michele Lizzi, pianista, compositore e direttore d'orchestra italiano (Agrigento, n. 1915 - Messina, † 1972)
- Michele Ruta, pianista, compositore e critico musicale italiano (Caserta, n. 1826 - Napoli, † 1896)

## Piloti automobilistici(2)
- Michele Alboreto, pilota automobilistico italiano (Milano, n. 1956 - Klettwitz, † 2001)
- Michele Rayneri, pilota automobilistico italiano (Torino, n. 1955)

## Piloti motociclistici(4)
- Michele Conti, pilota motociclistico italiano (Lecco, n. 1983)
- Michele Danese, pilota motociclistico italiano (Montecchio Maggiore, n. 1982)
- Michele Pirro, pilota motociclistico italiano (San Giovanni Rotondo, n. 1986)
- Michele Rinaldi, pilota motociclistico italiano (Parma, n. 1959)

## Piloti motonautici(1)
- Michele Cadei, pilota motonautico e dirigente sportivo italiano (Trescore Balneario, n. 1974)

## Pistard(2)
- Michele Canevarolo, ex pistard e ciclista su strada italiano (Vo', n. 1978)
- Michele Scartezzini, pistard italiano (Isola della Scala, n. 1992)

## Pittori(47)
- Michele Alberti, pittore italiano (Borgo San Sepolcro, n. 1530)
- Michele Baretta, pittore italiano (Vigone, n. 1916 - Vigone, † 1987)
- Michele Bertucci, pittore italiano (Faenza, n. 1493 - Faenza, † 1520)
- Michele Busuttil, pittore maltese (Żejtun, n. 1762 - La Valletta, † 1831)
- Michele Cammarano, pittore italiano (Napoli, n. 1835 - Napoli, † 1920)
- Michele dai Carri, pittore italiano (Ferrara - Ferrara)
- Michele Cascella, pittore italiano (Ortona, n. 1892 - Milano, † 1989)
- Michele Catti, pittore italiano (Palermo, n. 1855 - Palermo, † 1914)
- Michele Ciampanti, pittore italiano
- Michele Comella, pittore e fotografo italiano (Casaluce, n. 1856 - Casaluce, † 1926)
- Michele Cortegiani, pittore italiano (Palermo, n. 1857 - Tunisi, † 1919)
- Michele Curia, pittore italiano
- Michele Damasceno, pittore greco (Candia)
- Michele De Napoli, pittore e politico italiano (Terlizzi, n. 1808 - Terlizzi, † 1892)
- Michele Desubleo, pittore fiammingo (Maubeuge, n. 1601 - Parma, † 1676)
- Michele Dixitdomino, pittore italiano (Palermo, n. 1908 - Palermo, † 2003)
- Michele Falanga, pittore e poeta italiano (Bagnara Calabra, n. 1865 - Messina, † 1937)
- Michele Federico, pittore italiano (Capri, n. 1884 - Capri, † 1966)
- Michele Foschini, pittore italiano (Guardia Sanframondi, n. 1711 - † 1770)
- Michele Giambono, pittore italiano (Venezia)
- Michele Gordigiani, pittore italiano (Firenze, n. 1835 - Firenze, † 1909)
- Michele Hamzić, pittore croato (Stagno - Ragusa di Dalmazia, † 1518)
- Michele Lenti, pittore italiano (Gallipoli, n. 1743 - Gallipoli, † 1831)
- Michele Lenzi, pittore italiano (Bagnoli Irpino, n. 1834 - Bagnoli Irpino, † 1886)
- Michele Marcucci, pittore italiano (Massarosa, n. 1845 - Lucca, † 1926)
- Michele Marieschi, pittore, incisore e scenografo italiano (Venezia, n. 1710 - Venezia, † 1744)
- Michele Mastellari, pittore italiano (Bologna - Bologna)
- Michele di Matteo da Bologna, pittore italiano
- Michele Antonio Milocco, pittore italiano (Torino, n. 1690 - Torino, † 1772)
- Michelino da Besozzo, pittore italiano (Besozzo)
- Michele Ortino, pittore italiano (Catania, n. 1914 - Firenze, † 1978)
- Michele Pace, pittore italiano (Vitorchiano, n. 1610 - Roma, † 1670)
- Michele Pagano, pittore italiano (Napoli, n. 1697)
- Michele Arcangelo Palloni, pittore italiano (Campi Bisenzio, n. 1642 - Węgrów, † 1712)
- Michele Panebianco, pittore italiano (Messina, n. 1806 - Messina, † 1873)
- Michele Pannonio, pittore ungherese (Ungheria - Ferrara)
- Michele Parigi, pittore italiano (Pitigliano, n. 1913 - Roma, † 1987)
- Michele Rapisardi, pittore italiano (Catania, n. 1822 - Firenze, † 1886)
- Michele Ridolfi, pittore e critico d'arte italiano (Gragnano, n. 1793 - Lucca, † 1854)
- Michele Rocca, pittore italiano (Parma, n. 1671)
- Michele Rosa, pittore italiano (Sora, n. 1925 - Sora, † 2021)
- Michele Scaroina, pittore italiano (Campobasso, n. 1729)
- Michele Tedesco, pittore italiano (Moliterno, n. 1834 - Napoli, † 1917)
- Michele di Ridolfo del Ghirlandaio, pittore italiano (Firenze, n. 1503 - Firenze, † 1577)
- Michele Vecchio, pittore italiano (Acireale, n. 1730 - Acireale, † 1799)
- Michele da Verona, pittore italiano (Verona, n. 1470)
- Michele Coltellini, pittore italiano († 1542)

## Poeti(10)
- Michele Bertolami, poeta, politico e avvocato italiano (Novara di Sicilia, n. 1815 - Roma, † 1872)
- Michele Continisio, poeta, storico e vescovo cattolico italiano (Altamura, n. 1722 - Giovinazzo, † 1810)
- Michele De Marco, poeta, commediografo e giornalista italiano (Pedace, n. 1884 - Cosenza, † 1954)
- Michele Marullo Tarcaniota, poeta greco (Costantinopoli, n. 1453 - Volterra, † 1500)
- Michele Marzulli, poeta, pittore e scrittore italiano (Bari, n. 1908 - Roma, † 1991)
- Michele di Vieri, poeta italiano (Minorca, n. 1469 - Roma, † 1487)
- Michele Pane, poeta italiano (Adami, n. 1876 - Chicago, † 1953)
- Michele Rigillo, poeta, storico e critico letterario italiano (Rionero in Vulture, n. 1879 - Parma, † 1958)
- Michele Sovente, poeta italiano (Monte di Procida, n. 1948 - Monte di Procida, † 2011)
- Michele di Bartolomeo degli Odasi, poeta italiano (Padova - Padova, † 1492)

## Politiche(1)
- Michele Bachmann, politica e avvocato statunitense (Waterloo, n. 1956)

## Poliziotti(2)
- Michele Rocchegiani, poliziotto, dirigente pubblico e prefetto italiano (Senigallia, n. 1959)
- Michele Tatulli, poliziotto italiano (Bitonto, n. 1955 - Milano, † 1980)

## Presbiteri(6)
- Michele Carcano, presbitero e francescano italiano (Lomazzo Milanese, n. 1427 - Lodi, † 1484)
- Michele Carlotto, presbitero italiano (Castelgomberto, n. 1919 - Baselga di Piné, † 2005)
- Michele Faloci Pulignani, presbitero, bibliotecario e storico italiano (Foligno, n. 1856 - Foligno, † 1940)
- Michele Pio Fasoli, presbitero italiano (Zerbo, n. 1676 - Gondar, † 1716)
- Michele Garicoïts, presbitero francese (Saint-Just-Ibarre, n. 1797 - Bétharram, † 1863)
- Michele Rua, presbitero e educatore italiano (Torino, n. 1837 - Torino, † 1910)

## Principi(5)
- Michele Asen IV di Bulgaria, principe bulgaro († 1355)
- Michele Paleologo, principe bizantino (n. 1337)
- Michele Shervashidze, principe abcaso (Abcasia, n. 1806 - Voronež, † 1866)
- Michele della Pace d'Aviz, principe (Saragozza, n. 1498 - Granada, † 1500)
- Michele I, Granduca di Kiev, principe ucraino (Kiev - Saraj, † 1246)

## Produttori cinematografici(1)
- Michele Calì, produttore cinematografico e produttore televisivo italiano (Palermo, n. 1956)

## Produttori discografici(2)
- Michele Canova Iorfida, produttore discografico e arrangiatore italiano (Padova, n. 1972)
- Michele Torpedine, produttore discografico e batterista italiano (Minervino Murge, n. 1952)

## Psichiatri(1)
- Michele Zappella, psichiatra italiano (Viareggio, n. 1936)

## Psicoterapeuti(1)
- Michele Cocchi, psicoterapeuta e scrittore italiano (Pistoia, n. 1979 - † 2022)

## Pugili(5)
- Michele Bonaglia, pugile italiano (Druento, n. 1905 - Venaria Reale, † 1944)
- Michele Focosi, pugile italiano (Senigallia, n. 1983)
- Michele Orlando, ex pugile italiano (Palermo, n. 1973)
- Michele Piccirillo, ex pugile italiano (Modugno, n. 1970)
- Michele di Rocco, ex pugile italiano (Foligno, n. 1982)

## Rapper(2)
- Left Side, rapper italiano (Nichelino, n. 1975)
- Caparezza, rapper, cantautore e produttore discografico italiano (Molfetta, n. 1973)

## Registi(9)
- Michele Diomà, regista e produttore cinematografico italiano (Aversa, n. 1983)
- Michele Gandin, regista, fotografo e giornalista italiano (Bagnaia, n. 1914 - Roma, † 1994)
- Michele Lupo, regista cinematografico italiano (Corleone, n. 1932 - Roma, † 1989)
- Michele Massa, regista e sceneggiatore italiano (n. 1929 - † 2007)
- Michele Mellara, regista italiano (Bologna, n. 1967)
- Michele Mirabella, regista, attore e conduttore televisivo italiano (Bitonto, n. 1943)
- Michele Soavi, regista, attore e sceneggiatore italiano (Milano, n. 1957)
- Michele Sordillo, regista cinematografico e sceneggiatore italiano (Milano, n. 1955)
- Michele Massimo Tarantini, regista, sceneggiatore e montatore italiano (Roma, n. 1942)

## Registi teatrali(3)
- Michele De Vita Conti, regista teatrale e drammaturgo italiano (Milano, n. 1965)
- Michele Del Grosso, regista teatrale, drammaturgo e impresario teatrale italiano (Pozzuoli, n. 1940 - Napoli, † 2018)
- Michele Sambin, regista teatrale e artista italiano (Padova, n. 1951)

## Religiosi(8)
- Michele Berti da Calci, religioso italiano (Calci - Firenze, † 1389)
- Michele D'Auria, religioso e militare italiano (Gragnano, n. 1915 - Castellammare di Stabia, † 2003)
- Michele Granata, religioso e patriota italiano (Rionero in Vulture, n. 1748 - Napoli, † 1799)
- Michele Masip González, religioso spagnolo (Llardecans, n. 1913 - Barbastro, † 1936)
- Michele da Cesena, religioso, teologo e filosofo italiano (Cesena - Monaco di Baviera, † 1342)
- Michele I, religioso e santo russo (Kiev, † 992)
- Michele Monaco, religioso e storico italiano (San Prisco, n. 1574 - † 1644)
- Michele Moncada, religioso italiano (Catania, n. 1701 - Paternò, † 1765)

## Rivoluzionari(1)
- Michele Obino, rivoluzionario italiano (Santu Lussurgiu, n. 1769 - Parigi, † 1839)

## Rugbisti a 15(8)
- Michele Andreotti, rugbista a 15 italiano (Lecco, n. 1993)
- Michele Campagnaro, rugbista a 15 italiano (Mirano, n. 1993)
- Michele Carlotto, ex rugbista a 15, avvocato e dirigente sportivo italiano (Udine, n. 1942)
- Michele Lamaro, rugbista a 15 italiano (Roma, n. 1998)
- Michele Manzi, rugbista a 15 italiano (Latina, n. 2002)
- Michele Rizzo, ex rugbista a 15 e allenatore di rugby a 15 italiano (Dolo, n. 1982)
- Michele Sepe, rugbista a 15 italiano (Roma, n. 1986)
- Michele Visentin, rugbista a 15 italiano (Treviso, n. 1991)

## Saggisti(5)
- Michele Boato, saggista e politico italiano (Venezia, n. 1947)
- Michele Leone, saggista, storico e filosofo italiano (Bari, n. 1973)
- Michele Moramarco, saggista italiano (Reggio nell'Emilia, n. 1953)
- Michele Pantaleone, saggista, giornalista e politico italiano (Villalba, n. 1911 - Palermo, † 2002)
- Michele Tetro, saggista, storico del cinema e critico cinematografico italiano (Novara, n. 1969)

## Saltatori con gli sci(1)
- Michele Liva, ex saltatore con gli sci italiano (Gemona del Friuli, n. 1989)

## Scacchisti(1)
- Michele Godena, scacchista italiano (Valdobbiadene, n. 1967)

## Schermidori(3)
- Michele Gallo, schermidore italiano (Salerno, n. 2001)
- Michele Maffei, ex schermidore, maestro di scherma e dirigente sportivo italiano (Roma, n. 1946)
- Michele Niggeler, schermidore svizzero (n. 1992)

## Scialpinisti(1)
- Michele Boscacci, scialpinista italiano (Sondrio, n. 1990)

## Sciatori alpini(1)
- Michele Cortella, ex sciatore alpino italiano (n. 1987)

## Sciatori nautici(1)
- Michele Gallegra, ex sciatore nautico italiano (Termini Imerese, n. 1976)

## Scrittori(17)
- Michele Alboreto, scrittore, calciatore e allenatore di calcio italiano (Bari, n. 1904 - Herstal, † 2003)
- Michele Anzalone, scrittore italiano (Castrogiovanni, n. 1912 - Bologna, † 1984)
- Michele Dalai, scrittore e autore televisivo italiano (Milano, n. 1973)
- Michele Giuttari, scrittore e poliziotto italiano (Novara di Sicilia, n. 1950)
- Michele Governatori, scrittore italiano (Mondavio, n. 1972)
- Michele Lopez, scrittore, numismatico e museologo italiano (Parma, n. 1795 - Parma, † 1879)
- Michele Lupo, scrittore italiano (Buenos Aires, n. 1961)
- Michele Mancuso, scrittore italiano (Ficarra, n. 1892 - Messina, † 1949)
- Michele Mari, scrittore, traduttore e poeta italiano (Milano, n. 1955)
- Michele Marziani, scrittore e giornalista italiano (Rimini, n. 1962)
- Michele Maria Milano, scrittore italiano (Polistena, n. 1778 - Napoli, † 1843)
- Michele Monina, scrittore, giornalista e direttore artistico italiano (Ancona, n. 1969)
- Michele Orti Manara, scrittore italiano (Verona, n. 1979)
- Michele Perriera, scrittore e regista italiano (Palermo, n. 1937 - Cefalù, † 2010)
- Michele Prisco, scrittore e giornalista italiano (Torre Annunziata, n. 1920 - Napoli, † 2003)
- Michele Saponaro, scrittore e biografo italiano (San Cesario di Lecce, n. 1885 - Milano, † 1959)
- Michele Vaccari, scrittore italiano (Genova, n. 1980)

## Scultori(12)
- Michele Cannavò, scultore italiano (Paternò, n. 1864 - Paternò, † 1941)
- Michele Cossyro, scultore, pittore e ceramista italiano (Pantelleria, n. 1944)
- Michele D'Aria, scultore italiano (Pellio Intelvi - Genova)
- Michele Fabris, scultore ungherese (Presburgo, n. 1644 - Venezia, † 1684)
- Michele Guerrisi, scultore italiano (Cittanova, n. 1893 - Roma, † 1963)
- Michele La Spina, scultore e pittore italiano (Acireale, n. 1849 - Roma, † 1943)
- Michele da Firenze, scultore italiano (Firenze, n. 1385 - Firenze)
- Michelozzo, scultore e architetto italiano (Firenze, n. 1396 - Firenze, † 1472)
- Michele Perrone, scultore italiano (Napoli, n. 1633 - Napoli, † 1693)
- Michele Sansebastiano, scultore italiano (Novi Ligure, n. 1852 - Genova, † 1908)
- Michele Tripisciano, scultore italiano (Caltanissetta, n. 1860 - Caltanissetta, † 1913)
- Michele Vedani, scultore italiano (Milano, n. 1874 - † 1969)

## Sindacalisti(4)
- Michele De Palma, sindacalista e politico italiano (Terlizzi, n. 1976)
- Michele Di Giesi, sindacalista e politico italiano (Bari, n. 1927 - Roma, † 1983)
- Michele Magno, sindacalista e politico italiano (Manfredonia, n. 1917 - Manfredonia, † 2003)
- Michele Magno, sindacalista, politico e saggista italiano (Minervino Murge, n. 1944)

## Snowboarder(1)
- Michele Godino, snowboarder italiano (Chioggia, n. 1992)

## Sovrani(7)
- Michele Asen III di Bulgaria, sovrano bulgaro (Kjustendil, † 1330)
- Michele il Coraggioso, sovrano rumeno (n. 1558 - Torda, † 1601)
- Michele I di Romania, re rumeno (Sinaia, n. 1921 - Aubonne, † 2017)
- Mihajlo Krešimir II, sovrano croato († 969)
- Michele II Asen, sovrano bulgaro
- Michele del Portogallo, re portoghese (Queluz, n. 1802 - Karlsruhe, † 1866)
- Michele I del Montenegro, re montenegrino (Cettigne, n. 1908 - Parigi, † 1986)

## Stilisti(1)
- Michele Miglionico, stilista italiano (Milano, n. 1965)

## Storici(15)
- Michele Amari, storico, politico e arabista italiano (Palermo, n. 1806 - Firenze, † 1889)
- Michele Giuseppe Canale, storico italiano (Genova, n. 1808 - Genova, † 1890)
- Michele Coniata, storico e vescovo ortodosso bizantino (Chonai, n. 1138 - Mendenitsa, † 1222)
- Michele Foscarini, storico italiano (Venezia, n. 1632 - Venezia, † 1692)
- Michele Glica, storico, astrologo e teologo bizantino (Corfù - Costantinopoli, † 1204)
- Michele Italico, storico e retore bizantino
- Michele Lupo Gentile, storico italiano (Castelbuono, n. 1880 - Pisa, † 1959)
- Michele Attaliate, storico e giurista bizantino (Adalia)
- Michele Panareto, storico bizantino (n. 1320 - † 1390)
- Michele Placucci, storico e scrittore italiano (Forlì, n. 1782 - Forlì, † 1840)
- Michele Ranchetti, storico e traduttore italiano (Milano, n. 1925 - Firenze, † 2008)
- Michele Rosi, storico italiano (Pieve di Camaiore, n. 1864 - Lucca, † 1934)
- Michele Rotunno, storico italiano (Altamura, n. 1770 - Altamura)
- Michele Sarfatti, storico italiano (Firenze, n. 1952)
- Michele Zappullo, storico italiano (Capaccio, n. 1548)

## Storici dell'arte(1)
- Michele Cordaro, storico dell'arte, critico d'arte e saggista italiano (Caltanissetta, n. 1943 - Roma, † 2000)

## Storici della letteratura(1)
- Michele Renzulli, storico della letteratura e saggista italiano (Troia, n. 1890 - Roma, † 1961)

## Stuccatori(1)
- Gerolamo Staffieri, stuccatore e scultore svizzero (Bioggio, n. 1785 - New Orleans, † 1837)

## Tastieristi(1)
- Michele Bon, tastierista italiano (Venezia, n. 1960)

## Telecronisti sportivi(1)
- Michele Posa, telecronista sportivo, scrittore e youtuber italiano (Lecco, n. 1976)

## Tenori(2)
- Michele Mariacher, tenore italiano (Venezia, n. 1864 - Venezia, † 1933)
- Michele Molese, tenore statunitense (New York, n. 1928 - Broni, † 1989)

## Teologi(4)
- Michele Agricola, teologo e vescovo luterano finlandese (Pernaja - Uusikirkko, † 1557)
- Michele Baio, teologo belga (Meslin-l'Évêque, n. 1513 - Lovanio, † 1589)
- Michele Serveto, teologo, umanista e medico spagnolo (Villanueva de Sigena, n. 1511 - Ginevra, † 1553)
- Michele Sidonio, teologo e vescovo cattolico tedesco (Langenenslingen, n. 1506 - Vienna, † 1561)

## Triplisti(1)
- Michele Boni, ex triplista italiano (Verona, n. 1981)

## Trombettisti(1)
- Michele Lacerenza, trombettista e compositore italiano (Trinitapoli, n. 1922 - Roma, † 1989)

## Tuffatori(1)
- Michele Benedetti, tuffatore italiano (Parma, n. 1984)

## Tuffatrici(1)
- Michele Mitchell, ex tuffatrice statunitense (Phoenix, n. 1962)

## Ultramaratoneti(1)
- Michele Graglia, ultramaratoneta italiano (Sanremo, n. 1983)

## Umanisti(1)
- Michele Apostolio, umanista e insegnante bizantino (Costantinopoli - Creta, † 1478)

## Urbanisti(1)
- Michele Valori, urbanista e architetto italiano (Bologna, n. 1923 - Roma, † 1979)

## Velisti(4)
- Michele Ivaldi, velista italiano (Genova, n. 1970)
- Michele Marchesini, ex velista italiano (Verona, n. 1968)
- Michele Regolo, velista italiano (Fermo, n. 1978)
- Michele Zambelli, velista italiano (Forlì, n. 1990)

## Velocisti(5)
- Michele Di Pace, ex velocista italiano (Barletta, n. 1960)
- Michele Lazazzera, ex velocista italiano (Bari, n. 1968)
- Michele Paggi, ex velocista italiano (Bergamo, n. 1977)
- Michele Tito, velocista italiano (Trieste, n. 1920 - Genova, † 1961)
- Michele Tricca, velocista italiano (Susa, n. 1993)

## Vescovi(1)
- Michele di Ratisbona, vescovo tedesco († 972)

## Vescovi cattolici(18)
- Michele Carlo Althann, vescovo cattolico tedesco (Kłodzko, n. 1702 - Vienna, † 1756)
- Michele Caputo, vescovo cattolico italiano (Nardò, n. 1808 - Napoli, † 1862)
- Michele Cardella, vescovo cattolico italiano (Marlia, n. 1845 - Marlia, † 1916)
- Michele De Rosa, vescovo cattolico e teologo italiano (Acerno, n. 1940)
- Michele Di Tolve, vescovo cattolico italiano (Milano, n. 1963)
- Michele Fusco, vescovo cattolico italiano (Piano di Sorrento, n. 1963)
- Michele Iorba, vescovo cattolico spagnolo
- Michele Amatore Lobetti, vescovo cattolico italiano (Cuneo, n. 1772 - Asti, † 1840)
- Michele Mantegazza, vescovo cattolico italiano (Milano - † 1432)
- Michele Natale, vescovo cattolico italiano (Casapulla, n. 1751 - Napoli, † 1799)
- Michele Navazio, vescovo cattolico italiano (Melfi, n. 1796 - Cittaducale, † 1852)
- Michele Palmieri, vescovo cattolico italiano (Monopoli, n. 1757 - Monopoli, † 1842)
- Michele Pignatelli, vescovo cattolico italiano (Casalnuovo, n. 1627 - Lecce, † 1695)
- Michele Priuli, vescovo cattolico italiano (Venezia, n. 1547 - Venezia, † 1603)
- Michele Russo, vescovo cattolico e missionario italiano (San Giovanni Rotondo, n. 1945 - Milano, † 2019)
- Michele Scavo, vescovo cattolico italiano (Palermo, n. 1705 - Palermo, † 1771)
- Michele Tomasi, vescovo cattolico italiano (Bolzano, n. 1965)
- Michele Torelli, vescovo cattolico italiano (Roma, † 1572)

## Vescovi cristiani orientali(3)
- Michele il Siro, vescovo cristiano orientale e scrittore siro (Melitene, n. 1126 - Melitene, † 1199)
- Michele VI di Alessandria, vescovo cristiano orientale egiziano (Egitto - Egitto, † 1478)
- Michele V di Alessandria, vescovo cristiano orientale egiziano (Daqadus - Egitto, † 1146)

## Violinisti(2)
- Michele Deconet, violinista italiano (Kehl, n. 1713 - Venezia, † 1799)
- Michele Mascitti, violinista e compositore italiano (Villa Santa Maria, n. 1664 - Parigi, † 1760)

## Wrestler(1)
- Michele Leone, wrestler italiano (Pettorano sul Gizio, n. 1909 - Los Angeles, † 1988)

## Zoologi(1)
- Michele Lessona, zoologo, scrittore e politico italiano (Venaria Reale, n. 1823 - Torino, † 1894)

## Senza attività specificata(11)
- Michele Borghetti, damista italiano (Livorno, n. 1973)
- Michele Cantacuzeno († 1316)
- Michele Salvatore Ciociano, mandolinista, compositore e direttore d'orchestra italiano (Napoli, n. 1874 - Napoli, † 1944)
- Michele Esterházy, ungherese (Forchtenstein, n. 1671 - Vienna, † 1721)
- Michele Galati, brigatista italiano (Verona, n. 1952 - Verona, † 2019)
- Michele Geraci, italiano (Ventimiglia, n. 1976)
- Michele Grimani, italiano (n. 1697 - † 1775)
- Michele Magone, italiano (Carmagnola, n. 1845 - Torino, † 1859)
- Michele I d'Epiro (Corfù, † 1215)
- Michele Scandroglio, ex politico italiano (Chiavari, n. 1954)
- Michele Peiró Victori, spagnolo (Aiguafreda, n. 1887 - Barcellona, † 1936)